# Sanctuary Records
Pour les articles homonymes, voir Sanctuary.
Sanctuary Records est un label discographique britannique. La société est créée en 1976 par Rod Smallwood et Andy Taylor deux amis qui se sont rencontrés au lycée. Le groupe recrutera de nombreux artistes sur son label tels que Iron Maiden, Motörhead, Deep Purple ou même Black Sabbath et 30 ans plus tard il est devenu le label indépendant le plus important de la Grande-Bretagne.

## Histoire
La société est fondée en 1979 par Rod Smallwood et Andy Taylor, qui se sont rencontrés alors qu'ils étaient étudiants au Trinity College de Cambridge. En 1979, ils découvrent Iron Maiden dans un pub londonien et sont devenus managers du groupe. Ils baptisent leur label du nom de la chanson Sanctuary du groupe, qui est sortie en single en 1980 et qui est ensuite incluse dans les pressages américains ainsi que dans la version CD rééditée de leur premier album éponyme de 1980.
Sanctuary Records a toujours signé des groupes et artistes à long terme, qui ont eu une longue carrière et une base de fans stable. Entre 1989 et 1991, Sanctuary était la copropriété du groupe Zomba, dont la branche édition musicale détenait toujours la musique d'Iron Maiden en 2001.
En 1994, la société se diversifie. Parmi les intérêts dans les nouveaux médias, on trouve une coentreprise avec le scénariste et producteur Raymond Thompson, qui est devenue le Cloud9 Screen Entertainment Group. Le catalogue d'Iron Maiden est réédité par Sanctuary en collaboration avec Columbia/SME Records aux États-Unis en 2002.
Le catalogue des années 1980 de Kenny Rogers (sorti à l'origine sur RCA Records) est réédité par le label Castle Music de Sanctuary en collaboration avec Kenny Rogers de Dreamcatcher Records au Royaume-Uni. Les albums n'étaient disponibles qu'en importation aux États-Unis. L'album Back to the Well de Rogers, sorti en 2003, est publié par Sanctuary au Royaume-Uni.
La société subit des pertes importantes au cours des exercices 2004 et 2005. Les pertes de Sanctuary en 2005 sont passées de 26,7 millions de livres en 2004 à 142,6 millions de livres en 2005. En octobre 2005, la société annonce la suppression d'un quart de son personnel, soit 175 postes, dont John Kalodner, vice-président senior d'A&R, qui avait plus de trente ans d'expérience dans l'industrie.
En 2006, Sanctuary publie, pour son vingtième anniversaire, CD86 : 48 Tracks from the Birth of Indie Pop, une réédition de la compilation indépendante britannique C86.
La société impute en partie l'augmentation des pertes à des retards dans la sortie des disques, tout en annonçant, début 2006, un accord de sauvetage de 110 millions de livres. Ces événements, ainsi que la pression exercée par les leaders financiers et commerciaux britanniques, conduisent Smallwood à devenir simplement directeur général de la société, Taylor à devenir directeur général et l'ancien directeur général de British Airways, Bob Ayling, à être nommé nouveau président du conseil d'administration. Le 26 mai 2006, Ayling démet Taylor de ses fonctions, à la suite d'une révision des pratiques comptables provoquée par des enquêtes du Financial Reporting Review Panel. La raison invoquée publiquement par le conseil d'administration pour justifier ce licenciement était que « certains des ajustements de l'année précédente effectués dans les comptes de 2005 auraient dû être présentés comme une correction d'erreurs fondamentales et non comme des changements de politique comptable ». Taylor est remplacé par Frank Presland, le directeur général de Twenty-First Artists Management, une société appartenant à Sanctuary.
Le 21 septembre 2012, les autorités de régulation approuvent le projet d'acquisition d'EMI par Universal Music Group auprès de Citibank pour 1,2 milliard de livres sterling. Toutefois, en raison des conditions imposées par la Commission européenne, UMG doit vendre Sanctuary, l'une des trois unités d'Universal Music, qui n'a jamais été détenue à 100 % par EMI, qui ont été forcées de se vendre ; les autres unités étaient Vivendi Entertainment et V2 Records. BMG Rights Management acquiert Sanctuary pour plus de 46 millions d'euros. En juin 2013, BMG accepte qu'INgrooves distribue le catalogue du label en Amérique du Nord, tandis que le groupe PIAS s'occuperait des droits internationaux ; cependant, le catalogue de Black Sabbath reste chez Universal jusqu'en mars 2014, lorsque BMG a repris la distribution du groupe. En mars 2017, BMG transfère les droits de distribution de certains artistes de Sanctuary à la division ADA de Warner Music Group.
En 2023, BMG signe un nouvel accord de distribution avec Universal Music Group, l'ancien propriétaire de Sanctuary.

## Groupes et artistes
- Andy Bell
- Anthrax
- The Ataris
- Belle and Sebastian
- Bizarre
- Black Sabbath
- Bruce Dickinson
- The Charlatans (groupe anglais)
- Corrosion of Conformity
- Dio
- Discharge
- De La Soul
- Earth, Wind and Fire
- Europe
- Adam Green
- Helloween
- Idlewild
- Tony Iommi
- Iron Maiden
- Journey
- Kiss
- Living Colour
- Lynyrd Skynyrd
- Meat Loaf
- Megadeth
- Mindset
- Ministry
- Motörhead
- Alison Moyet
- Jo O'Meara
- William Orbit
- Pet Shop Boys
- Queensrÿche
- Rollins Band
- Saint Etienne
- Simple Minds
- Status Quo
- Stratovarius
- Tesla
- Venom
- Ween
- Uriah Heep